# Miconia chapensis
Miconia chapensis är en tvåhjärtbladig växtart som beskrevs av E.Cotton och W.Meier. Miconia chapensis ingår i släktet Miconia och familjen Melastomataceae. Inga underarter finns listade i Catalogue of Life.